# Acromyrmex lundii
Acromyrmex lundii é uma espécie de inseto do gênero Acromyrmex, pertencente à família Formicidae.